# ویلیام «بیل» هنری
ویلیام "بیل" هنری (انگلیسی: William "Bill" Henry; ۱۰ نوامبر ۱۹۱۴ – ۱۰ اوت ۱۹۸۲) یک هنرپیشه اهل ایالات متحده آمریکا بود.

## گزیده فیلمشناسی
از فیلم‌ها یا برنامه‌های تلویزیونی که وی در آن نقش داشته‌است می‌توان به آثار زیر اشاره کرد.
- مرد لاغر (۱۹۳۴)
- دریاهای چین (۱۹۳۵)
- چهار مرد و یک نیت خیر (۱۹۳۸)
- تیم اضطراری (فیلم) (۱۹۴۰)
- شکوفه در غبار (۱۹۴۱)
- به راه خود می‌روم (۱۹۴۴)
- آقای رابرتس (۱۹۵۵)
- نشان عقاب (۱۹۵۷) در عنوان بندی نیامده
- تلاش واپسین (۱۹۵۸) در عنوان بندی نیامده
- سواره‌نظام (۱۹۵۹)
- آلامو (۱۹۶۰)
- مردی که لیبرتی والانس را کشت (۱۹۶۲) در عنوان بندی نیامده
- پاییز قبیله شاین (۱۹۶۴) در عنوان بندی نیامده